# Eldgjá

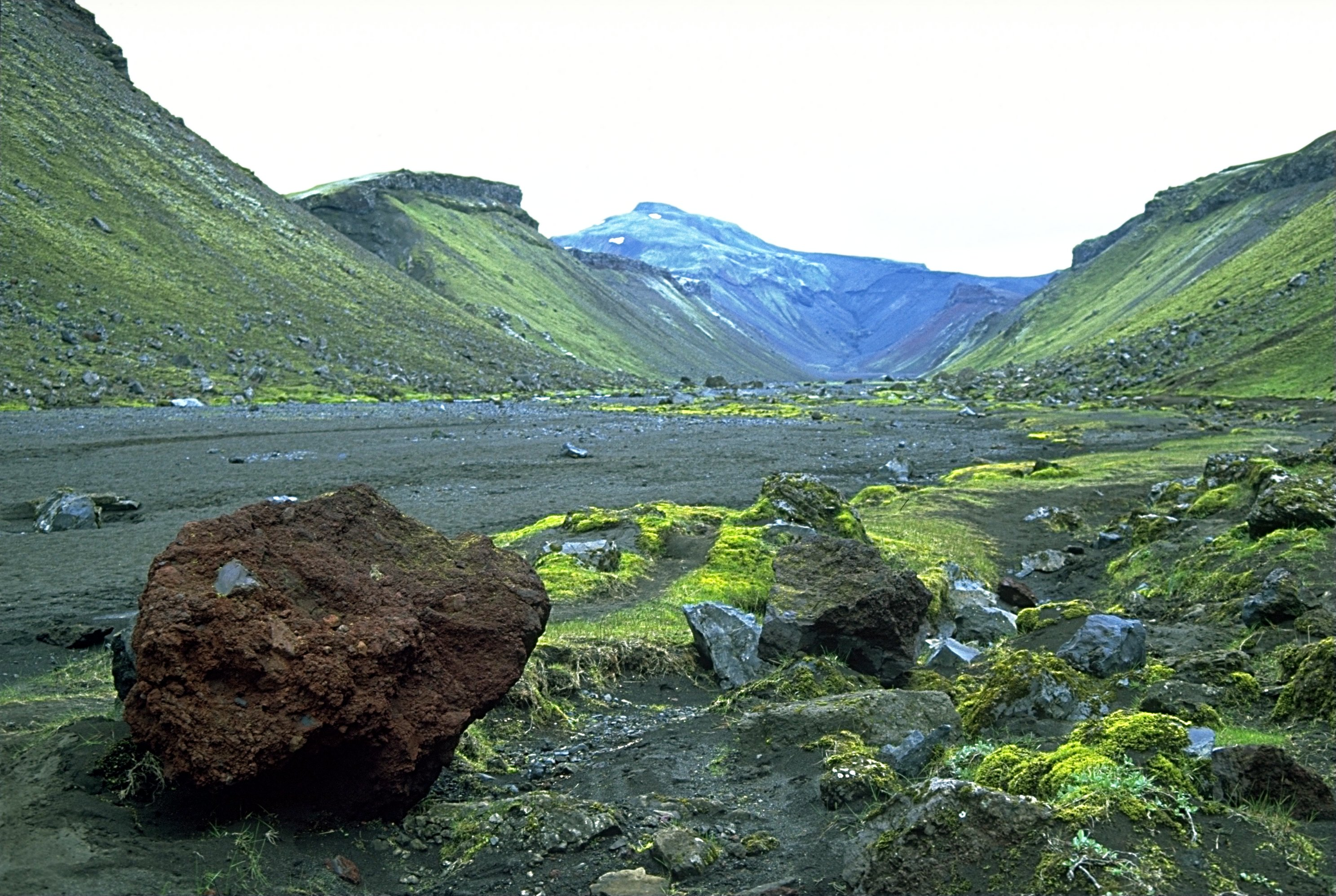
El cañón de Eldgjá.

Eldgjá es un volcán y un cañón en Islandia. Eldgjá y el volcán Katla pertenecen  al mismo sistema volcánico del sur del país. Eldgjá significa "cañón de fuego" en islandés.

## Características
Se encuentra entre Landmannalaugar y Kirkjubæjarklaustur. Es el mayor cañón volcánico en la Tierra con 270 m de profundidad y 600 m de ancho en su zona más profunda. Lo descubrió Þorvaldur Thoroddsen en 1893. La primera erupción documentada ocurrió en 934, cuando se registró un enorme trap. La extensión de lava cubre 800 km². Cerca de 18 km³ de magma surgieron de la tierra.
La cascada Ófærufoss se encuentra en su interior. Un puente natural desapareció en 1993 debido a la gran cantidad de agua del deshielo.